# Bobby Ellsworth
Robert Ellsworth (nacido el 3 de mayo de 1959), conocido como "Blitz", es el vocalista de la banda de thrash metal Overkill. Ha trabajado con Overkill desde 1980 y ha sido el vocalista de esta banda desde entonces. También fue vocalista del proyecto "The Cursed", junto al músico Dan Lorenzo (Hades y no Fiction) en 2007.

## Vida personal
En 1998, Ellsworth fue diagnosticado con una forma muy agresiva de cáncer de nariz y se sometió a una intervención quirúrgica inmediata. La enfermedad fue controlada antes de extenderse. También sufrió un derrame cerebral en una presentación en Alemania en junio de 2002, justo en el medio de la canción "Necroshine". Ellsworth, comentó: "La belleza de un accidente cerebrovascular es que no lo recuerdas. No sé lo que ha cambiado, porque me olvido de lo que solía ser (risas). De vez en cuando me meo en mis pantalones cuando alguien se convierte en un horno de microondas (risas). Estoy montando mi moto. Todavía nado, hago ejercicio. La idea es que cuando usted tiene un problema, hay dos maneras de ver la situación: se puede vivir en el problema o se puede vivir con el problema". En más de una ocasión ha criticado a la administración del presidente Barack Obama y ha tratado de elitistas a los miembros del Partido Democrático estadounidense.

## Discografía

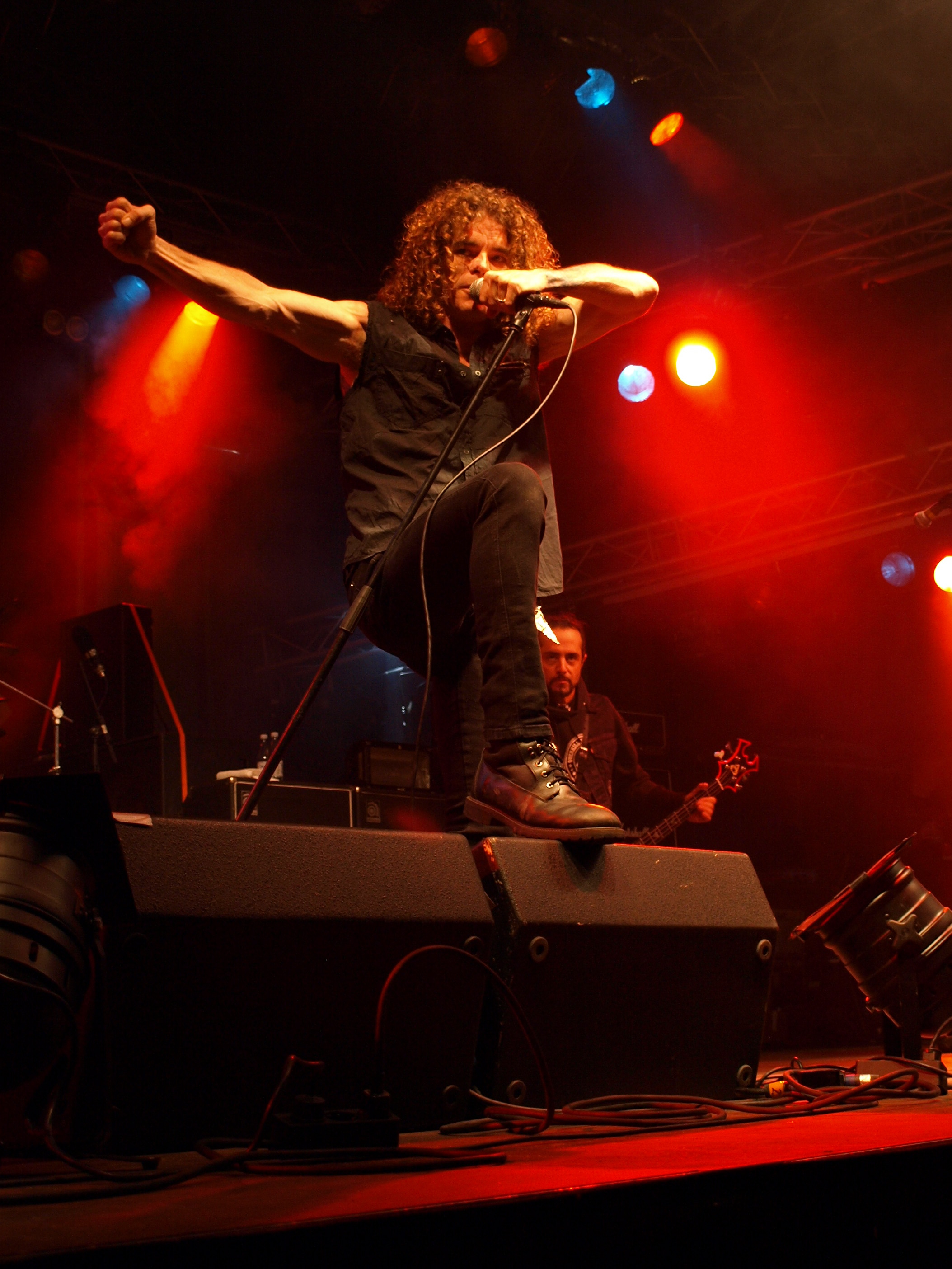
Ellsworth en vivo en el festival Jalometalli en Finlandia, agosto de 2008

### Overkill
| Título                         | Tipo    | Sello                 | Año  |
| ------------------------------ | ------- | --------------------- | ---- |
| Power In Black                 | Demo    | Blood Metal Music     | 1983 |
| Overkill                       | E.P.    | Azra/ Metal Storm     | 1984 |
| Feel the Fire                  | Estudio | Megaforce             | 1985 |
| Taking Over                    | Estudio | Megaforce/ Atlantic   | 1987 |
| !!!Fuck You!!!                 | EP      | Megaforce/ Caroline   | 1987 |
| Under the Influence            | Estudio | Megaforce             | 1988 |
| The Years of Decay             | Estudio | Megaforce/ Atlantic   | 1989 |
| Horrorscope                    | Estudio | Megaforce/ Atlantic   | 1991 |
| I Hear Black                   | Estudio | Atlantic              | 1993 |
| W.F.O.                         | Estudio | Atlantic              | 1994 |
| Wrecking Your Neck Live        | Vivo    | CMC International     | 1995 |
| The Killing Kind               | Estudio | CMC International     | 1996 |
| !!!Fuck You!!! and Then Some   | EP      | Megaforce             | 1996 |
| From the Underground and Below | Estudio | CMC International     | 1997 |
| Necroshine                     | Estudio | CMC International     | 1999 |
| Coverkill                      | Estudio | CMC International     | 1999 |
| Bloodletting                   | Estudio | Metal-Is              | 2000 |
| Wrecking Everything            | Vivo    | Spitfire Records      | 2002 |
| Killbox 13                     | Estudio | Spitfire Records      | 2003 |
| ReliXIV                        | Estudio | Spitfire Records      | 2005 |
| Immortalis                     | Estudio | Bodog Music           | 2007 |
| Ironbound                      | Estudio | Nuclear Blast Records | 2010 |
| The Electric Age               | Estudio | Nuclear Blast Records | 2012 |
| White Devil Armory             | Estudio | Nuclear Blast Records | 2014 |
| The Grinding Wheel             | Estudio | Nuclear Blast Records | 2017 |